# Nærøysund
Nærøysund – gmina w Norwegii w okręgu Trøndelag i w tradycyjnym regionie Namdalen. Powstała 1 stycznia 2020 roku z połączenia gmin Vikna oraz Nærøy (z wyjątkiem obszaru w okolicach wsi Lund, który został włączony do gminy Namsos). Ośrodkami administracyjnymi gminy są dawne ośrodki gmin, z których powstała: Kolvereid i Rørvik.
Inne miejscowości w gminie to: Abelvær, Foldereid, Gravvik, Ottersøy, Salsbruket, Steine, Torstad, Austafjord, Garstad i Valøya.
Powierzchnia gminy wynosi 1346,16 km², z czego 59,85 km² stanowi woda.

## Demografia
Według danych z roku 2020 gminę zamieszkuje 9581 osoby
| ludność stan na 4. kwartał 2020 |         |           |       |
|                                 | kobiety | mężczyźni | razem |
| osób                            | 4589    | 4992      | 9581  |
| %                               | 47,89%  | 52,11%    | 100%  |